# Zvončari
Zvončari su najpoznatiji ophodnici stočarske pokladne magije u Hrvatskoj, a najbogatije zvončarskim skupinama je područje Kastavštine. Uz Halubajske zvončare (Marčelji i Viškovo), djeluje još nekoliko skupina iz Brega, Brguda, Mučića, Muna, Rukavca, Zameta, Zvoneća, Lipe, Žejana, Korenska, Vlahovega Brega i Marčejski stari iz Marčelji. Zapadni zvončari imaju više manjih zvona oko pojasa, lice im je otkriveno i na glavi nose klobuk sa zelenilom i papirnatim raznobojnim cvijećem (krabujosnica), dok istočni zvončari nose velike (teriomorfne) maske i jedno veliko zvono.
U Kastavštini pust prestaje na Pepelnicu, spaljivanjem pusta (pokladne lutke), nakon čega slijedi pusna večera za zvončare i njihove žene.

## Povijest
Negdje do Prvoga svjetskog rata zvončari čitave Kastavštine – Halubja i Rukavštine – manje su se međusobno razlikovali nego što je to danas slučaj. I zvončari iz zapadne Kastavštine nosili su maske, no one su samo pokrivale lice. Nakon što je zapadna Kastavština Rapalskim ugovorom 1920. godine potpala pod vlast Kraljevine Italije, došlo je do zabrane nošenja maski; pa je zvončarima u tom dijelu Kastavštine preostala krabujosnica ili klobuk, šešir sa zelenilom i cvijećem od papira. Uz zvončare iz Rukavca, takav tip oglavlja imaju i zvončari iz sela Zvoneće, Bregi, Mučići, Brguda, Vlahovog Brega i Korensko.
Istočni dio Kastavštine ostao je unutar granica Kraljevine Srba, Hrvata i Slovenaca i ta je povijesna činjenica rezultirala očuvanom zoomorfnom maskom u Halubju. I ta se maska, međutim, posljednjih pedesetak godina bitno promijenila: moderni materijali omogućili su da se od maske koja je više prijanjala uz glavu razvije u masku velikih dimenzija.
Slični običaji postoje ili su postojali i u mnogim drugim dijelovima Hrvatske: u Istri, u okolici Karlovca,  Podravini, Međimurju, Slavoniji, sjeverojadranskim otocima, Zagori i drugdje. Sličnih običaja ima ili je bilo diljem Europe, a danas su se zadržali u Baskiji, Bugarskoj, sjevernoj Italiji, Njemačkoj, Sardiniji, u Grčkoj, Makedoniji, Austriji. Sve te skupine "imaju zajedničko ishodište u vjerovanjima – tjeranju zlih sila zime, čuvanju stoke od uroka i zazivanju plodnosti", "a halubajski su zvončari posebno zanimljivi zbog svoje brojnosti, čvrstih pravila ponašanja, demonstracije snage i izdržljivosti te čuvanja zavičajnih tradicija", govori mr.sc. Branko Kukurin iz Kastva koji godinama proučava zvončare i pokladne tradicije.

## Halubajski zvončari
Halubajski zvončari su stara izvorna skupina iz istočnog dijela Kastavštine. Nekad davno ta je regija obilovala pasištima i ovcama. Kad bi pljusnula teška kiša, pastiri bi se sklanjali u kolibice od kamena, drva ili slame, zvane halube.  Prema starijim su pričama pastiri u proljeće, idući za ovcama u šume podno Platka, navlačili ovčje kože i vješali oko struka kravlja zvonca, odvraćajući tako zle sile od svojih životinja. Vjerovali su da im zvona donose sreću, čine dobro, neprestano zvoneći kroz gusto crnilo neprohodnih šuma, vjerovali su da uroke zvonjavom uranjaju duboko u zemlju.
U nošnji i opremi sačuvali su zoomorfne (u obliku životinje) maske s rogovima i velikim zvonom na leđima.
Kao i ostali zvončari ogrnuti su ovčjim kožama, u rukama nose balte (mađ.: sjekira), bačuke ili mačuke, što upućuje na njihovo ratničko porijeklo ili funkciju, a uz koju se veže i legenda o tjeranju Mongola ili Turaka na Grobničkom polju. Kada su Turci provaljivali u naše krajeve, tada su stabla kukuruzovine maskirali u ljudske figure, kako bi izazvali dojam masovnosti, a ondašnji pastiri sebe ogrnuli ovčjim kožama, na glave stavili maske, opasali se zvonima i strašno bučeći tako potjerali neprijatelja. Otuda u njihovoj opremi i elemenata oružja.
No, zvončarska tradicija je prije svega usko povezana s buđenjem prirode, kultom plodnosti i iskazivanjem jakosti pred zlim duhovima zime. Svojom strašnom pojavom, neobuzdanom snagom ritualnih pokreta i zvonjavom, zvončari najavljuju uzmicanje zime pred Suncem, a njihove su maske spomenici proljeću – kako u Halubju tako i u drugim dijelovima sjevernog Jadrana, Hrvatske i Europe gdje postoje slične tradicije.
Na dan Svetog Antuna Pustinjaka, (na Antonju), 17. siječnja u Halubju počinju po starom dobrom običaju pokladne igre i svečanosti. Uvečer toga dana oglase se Antonjski rogovi, najavljujući početak poklada.
Svoj pohod po selima Kastavštine halubajski zvončari započinju na Pusnu nedeju u selu Marčelji, kod nekadašnje gostionice "Pul Bačurkineh". Odatle tijekom posljednja tri dana pusta točno u osam sati ujutro kreću na put. Ophod obično traje sve do sedam sati navečer (osim u nedeju kada završavaju ranije zbog gostovanja na Riječkom karnevalu). Prvi pisani podaci o toj tradiciji dolaze iz 1860. godine, kada je devetorica stanovnika iz sela Marčelji od jedne mariborske ljevaonice naručilo devet zvonaca koji su imali obujam od sedam do devet litara. Bio je to prvi ozbiljniji začetak zvončarskog društva kakvo danas poznajemo.
Prvo etnološko istraživanje halubajskih zvončara provela je ekipa Etnografskog muzeja iz Zagreba od 7. do 9. veljače 1932. godine. Božidar Širola (rodom iz Kastva) je 1934. godine objavio opis mesopusnog običaja u Kastavštini.
U monografiji "Kastavština" iz 1957. godine, istarski učitelj i etnograf Ivo Jardas je posebno poglavlje posvetio Halubajskim zvončarima u kojem opisuje kako je u prvoj polovini prošlog stoljeća izgledala kolona zvončara: "Na leđima je zvončar nosio ovčju kožu. Maska je bila od ovčje ili kunićeve kože, poput velike kape, s nosom od oguljenog klipa kukuruza te otvorima za oči i usta. Čeljust takvih maski mogla se uzicom pomicati, zbog čega su se zvale i klocalice. U davnini su halubajski zvončari nosili oko pojasa pet do šest malih zvona, u desnoj ruci zvončar je nosio toljagu zvanu mačuka ili bačuka, a u lijevoj ruci čarapu s pepelom. Na nogama su imali opanke i crvene, zelene ili plave čarape (natikače) navučene sve do koljena. U to su doba povorku zvončara pratili vrag, tat i medved – osoba prerušena u medvjeda koju su vodili na lancu. Vrag je bio odjeven u crno, s crnom maskom na glavi i prorezima za oči. Tamo gdje su mu se nalazila usta, na masci je bio pričvršćen crveni platneni jezik. Ruke vraga crnjele su se od čađe koja se miješala s uljem kako bi bolje prianjala uz ruke. Trčkarao je naokolo, ispred i iza povorke zvončara, prstima crneći gledatelje po licu. Dok je medved plesao po selu, tat je lopovski prepredeno, krišom ulazio ljudima u kuće i krao. Ono što bi pokrao, poslije je valjalo od njega otkupiti jelom i pićem.
Danas halubajski zvončari umjesto opanaka, na nogama nose visoke teške cipele. O pojasu im visi veliko zvono od devet ili deset litara vezano debelim konopom, a maske su veće od onih nekadašnjih. Strašnijeg su izgleda, većih ovnovskih ili volovskih rogova, čak je i isplažen jezik teži i crveniji. Medved i vrag i dalje prate povorku ali tata nema. Vođa zvončara, komandant, odjeven je u monturu kreiranu po uzoru na odore časnika, s epoletama, amblemima, ordenima i vojničkim opasačima, s časničkom kapom i paunovim perjem na glavi. Njegov je zadatak da predvodi povorku.
Svaki je zvončar kreator svoje zoomorfne maske, ona je isključivo njegova, unikatna rukotvorina. U gomili se jedino po njoj može prepoznati. Za njihovu je izradu potrebno mnogo vremena i zanatskog umijeća. Maske imaju od osam do dvanaest kilograma, od čelične žice pravi se kostur maske, na nju se lijepi karton i šije ovčja, kravlja ili veprova koža. Zubi su od gipsa, oči od kože ili od spužve.
Povorka od stotinjak zvončara na Pusnu nedeju kreće u ophod po selima istočne Kastavštine po strogo utvrđenom rasporedu. Od sela do sela, zvončari dnevno prođu po 20 kilometara. Na čelu su kolone, kao i uvijek, muzikanti i vođa zvončara, komandant, a glazba harmonike, bubnja, trube i klarineta prati povorku. Zvončari u povorci hodaju teškim, širokim korakom jer se na svaki korak zvono mora čut. Hodaju u križ tako da jedni odu ulijevo, a drugi udesno, a potom se svi ponovno nađu u sredini. Na dijelovima puta gdje nema gledatelja skidaju svoje maske s glave. Ponovo ih stavljaju kad stignu do sela na svom putu – tad naprave zvončarsko kolo. Hodaju u velikom krugu koji sve više zbijaju, najprije zvoneći iz petnih žila, a zatim proizvodeći sve tiše i tiše zvukove – sve dok zvona, zbijena u masi, naposljetku sasvim ne utihnu. To je kolo simbol snage i zajedništva. Kad nastupi magijska tišina, komandant zazviždi za kraj kola, a zvončari se razilaze. Skidaju maske i odlažu ih na tlo, a mještani ih počaste jelom i pićem. 
Muzikanti počnu svirati, jajari ulaze u kuće, u kuhinje, ne prestajući lupati kuhačama po dnu lonaca dok ne prime na dar jaja za muzikante. Od tih jaja poslije prave omlet, fritaju.
Pokladne svečanosti kulminiraju paljenjem Pusta u Viškovu u utorak na sam Pust. U noći se tada diže plamen, vatra pucketa i iskri, muzika svira, komandant zviždi, a nakon što Pust izgori, pokladnim svečanostima je kraj.

### Udruga halubajskih zvončara
Udruga halubajskih zvončara danas ima 270 odraslih članova, a s dječjim pomlatkom zvončarića taj se broj penje i do 400 članova koji vole i štuju ovu tradiciju. Puhanjem u rog na dan Sv. Antuna Pustinjaka zvončari obilježavaju početak poklada.

## Zvonejski zvončari
Zvonejski zvončari su zvončarska skupina iz zapadnog dijela Kastavštine iz mjesta Zvoneća i Zaluki. Opremom, nošnjom i nastupom vrlo su slični Rukavačkim i Mučićevim zvončarima, ali postoje i različitosti. Za razliku od Halubajskih zvončara, nose tri zvona, a umjesto maski (koje su im bile zabranjene za vrijeme talijanske okupacije tih krajeva između Prvog i Drugog svjetskog rata) na glavi nose šešire "klobuk". Klobuk ima četiri "šibe" i šparožinu na koju su pričvršćene raznobojne "rožice" od krep papira te "fijok". Nose bijele hlače i mornarsku majicu,ali na dan Pusta kad obilaze svoje mjesto obučeni su u "brageše od trliža" (radne plave hlače) i "stomanju na kvadri" (kariranu košulju). Iznad ovčjih koža oko vrata ogrnuti su šarenim rupcem "facolom".  U ruci imaju "baltu". Njima rukovodi kapo koji je i sam nekada bio zvončar, uz pomoć još nekoliko "bivših" zvončara koji sa sobom nose "barilce" u kojima se nalazi vino za okrijepu. Povorku predvodi mladić s majem, zelenom trstikom okićenom šarenim cvijećem, simbolom nadolazećeg proljeća iza kojeg ide muzika. Zvonejski zvončari spadaju uz Rukavačke i Brgujske u najstarije grupe tog dijela Kastavštine. O zvončarima zapadne Kastavštine 1985. godine pisala je Lidija Nikočević.

## Brgujski zvončari
Brgujski zvončari i mačkare svake godine, pretposljednje nedjelje Karnevala (Pusta) tradicijski posjećuju okolna sela Velog Brguda. Taj pohod oni nazivaju „Naš krug“. U jutarnjim satima kreću iz Velog Brguda u Zaluke, Brešca, Mučiće, Permane, Ružiće, Mali Brgud i konačno, u večernjim se satima vraćaju kući. U svakom selu zaustavljaju se na nekoliko postaja, gdje ih gledatelji dočekuju, a domaćini ih počaste hranom i pićem. Tradicijski objeduju u Permanima, u restoranu „Stara Pošta“.
Brgujski zvončari pripadaju skupini Zvončara iz zapadnog dijela Kastavštine, što se prepoznaje samim njihovim izgledom.  Naime, na glavama nose šešire (klobuk), obložene crvenim platnom, na koje su prišivene jeline grančice i cvjetići različitih boja,  ručno napravljeni od krep papira. Na vrhu klobuka strše tri grančice s listićima u boji, također napravljenih od krep papira. Pednji dio oboda šešira podignut je prema gore, a na se stražnjem dijelu nalazi svilena mašna (fijok).  Klobuk brgujskog zvončara mora biti uspravan, dok je kod nekih drugih zvončara zapadnog dijela Kastavštine blago zakrivljen unatrag.  Važno je naglasiti kako klobuke zvončari nikada ne izrađuju sami, već je to zadaća njihove majke, a kad stupe u brak zadaću preuzima njihova supruga. Brgujski zvončari odjeveni su u crvene karirane košulje i bijele hlače na kojima su prišivene crvene vrpce na vanjskim rubovima.
Leđa su im prekrivena bijelim ovčjim krznom (koža), a na repu krzna pričvršćen je crveni cvijet napravljen od krep papira. Oko vrata imaju zavezanu crvenu maramu (zvončarski facol) s cvjetovima u boji, koja se prostire preko ovčje kože na leđima zvončara. Obuveni su u crne vojničke čizme. Oko struka čvrsto su im konopcem zavezana tri zvona. Svaka skupina zvončara ima svoj ritam i način zvonjenja (hod), a jedno od obilježja Brgujskih zvončara jest u tome da su tijekom zvonjenja energični.
Zvončar u ruci nosi baltu, koju tijekom zvonjenja podiže uvis, a kada izvode  kolo, uhvate ju objeručke, postave je vodoravno te njome odguravaju zvončara ispred sebe. Brgujski zvončari imaju nešto drugačiju formaciju kola no ostali zvončari zapadne Kastavštine. Naime, to je njihova formacija u koju se postavljaju na određenim mjestima, tj. postajama na kojima ih tradicijski dočekuju gledatelji. Ta je formacija u početku u obliku kružnice, u kojoj se kreću suprotno od smjera kazaljke na satu jedan iza drugoga, zvoneći i gurajući se baltama. Zatim formacija prelazi u oblik kruga, unutar kojeg si zvončari međusobno, tek prividno podmeću noge (ziz nogami se kračaju).  Nakon toga, zvončari se prestanu kretati, stoje na mjestu na kojem su se našli unutar kruga, te zvone samo pokretanjem kukova u lijevu i desnu stranu, a zatim u potpunosti prestanu zvoniti. Nakon nekoliko sekundi, uz pokoji njihov uzvik „Eeej“, skoče uvis i ponovno počinju zvoniti i podmetati si noge. Isto ponavljaju najčešće još jednom do dvaput. Jedna od karakteristika Brgujskih zvončara je i preskakivanje stuba u dvorištu restorana „Stara Pošta“, što je ujedno i vrhunac ceremonije koju izvode.
Brgujski zvončari su jedni od rijetkih zvončara koji u pratnji imaju mačkare, u kojima najčešće sudjeluju mještanke Velog Brguda i supruge zvončara. No, sudjeluje i nekoliko muškaraca koji cijelu povorku prati alegorijskim kolima. Mačkare nastupaju nakon što zvončari prestanu zvoniti. Tada one zabavljaju publiku plešući oko zvončara. Najčešće poskakuju u ritmu, držeći se za ruke ili pak plešu u parovima uz zvuk nekoliko harmonika, trube, bubnja, trombona itd.  Važno je naglasiti kako se skupina Brgujskih zvončara sastoji od velikih i mićih zvončari.  Muška djeca trebaju krenuti u povorku što ranije, kako bi usvojila hod Brgujskih zvončara i kako bi uloga zvončara postala dio njihova identiteta; čime je zagarantirano da se tradicija neće iskorijeniti. Zbog toga, nerijetko se viđa da majka nosi u povorku muško dijete koje još nije ni prohodalo, a obučeno je u zvončara.
Važni sudionici povorke su također majista, bariličari, muzikanti i predvodnik mićih zvončari. Majista je odjeven u jednake hlače i košulju kao i zvončari, a oko vrata ima zvončarski facol. Obuven je u vojničke čizme. Uvis podiže i kružnim pokretima zamahuje drvom trske (maj) koji je okićen raznobojnim cvjetovima napravljenim od krep papira.  On je predvodnik zvončara te je zadužen za odmicanje publike, kako bi zvončarima osigurao mjesto i konačno ih formirao u krug. Bariličari su muškarci koji u putnoj bačvici  (barilici) nose vino, kako bi se zvončari putem osvježili.  Najčešće u povorci sudjeluju dva bariličara. Predvodnik mićih zvončari odjeven je u „svečano pusno odijelo“, a u ruci nosi štap s crvenim cvjetićem na vrhu. On predvodi, motivira i uči male zvončare kako treba zvoniti.
Cijela povorka formirana je tako da je na početku povorke majista, nakon njega dolaze mići zvončari  i njihov predvodnik, a zatim  veliki zvončari i bariličari, muzikanti, mačkare i mačkare s alegorijskim kolima.
Brgujski zvončar može biti samo ona muška osoba koja je u krvnom srodstvu s Brgujcima. Biti u ulozi zvončara nije nimalo lako, ali je velika čast. U suvremenom svijetu više se ne vjeruje da se zvonjavom istjeruje duhove, ali zasigurno se time još uvijek iskazuje muževnost, ljubav prema mjestu u kojem žive te ponos što su dio tog zajedništva. Masnice koje ostaju kao posljedica u struku muškaraca, dokazuju koliko je „biti zvončar“ jedinstveno i neopisivo zadovoljstvo.

## Žejanski zvončari
Žejanski zvončari dolaze iz krajnjeg naselja Općine Matulji, i imaju nešto drugačiju opremu i ponašanje nego zvončari Kastavštine(Halubajski, Rukavački, Zvonejski i dr.). Sami stanovnici Žejana još upotrebljavaju žejanski govor koji je srodan rumunjskom jeziku. Pust kod njih počinje već 6. siječnja ophodom zvončara po Žejanama i vješanja pusta u središtu naselja.
Zvone uvijek u paru, posebno usklađena koraka, s ovčjim kožama na leđima i s tri zvona. Oglavlje im se sastoji od šešira pokrivenog papirnatim ukrasima s kojeg se spuštaju duge raznobojne trake koje im sežu gotovo do poda i pokrivaju mornarsku majicu i bijele hlače. Mnoge od tih karakteristika mogu se u sličnim varijantama pronaći i kod pokladnih grupa u susjedstvu, tj. u sjevernoj Istri, južnim dijelovima Slovenije i sjeveroistočnoj Italiji.
Rješenjem Uprave za zaštitu kulturne baštine Ministarstva kulture Republike Hrvatske, utvrđeno je da Zvončari - godišnji pokladni ophod na području Kastavštine, imaju svojstvo kulturnog dobra.

## Grobnički dondolaši
Grobnički dondolaši obhajaju područje Grobinšćine, a kao stalni sudionici međunarodnog Riječkog karnevala jedan su prepoznatljivih simbola grada Rijeke.
Nose karakterističnu odoru, crvenu kariranu flanelnu košulju – stomanji, crne hlače - brageše, crne kožnate visoke cipele – postoli i debele bijele vunene čarape. Na glavi imaju ovčje krzno sa životinjskom lubanjom (bika ili brava) i rogovima - krabuja. Lice otkriveno zacrnjeno čađom. Oko vrata crna marama. Ogrnuti su ovčjim krznom, a oko pojasa špagom privezana tri velika zvona - dondolo. U ruci drže drvenu žuntu – stilizirani buzdovan. Kreću se u paru, međusobno se udarajući u veliko zvono koje svaki od njih nosi vezano na leđima.
U povorci slijede zastavu koju u pravilu nosi jedan od najstarijih članova udruge. Na red i formaciju pazi Meštar. Po potrebi može imati jednog ili više pomoćnika. Dondolaši ih u povorci na trasi bezpogovorno slušaju, i izvršavaju njihove zapovjedi.
Prilikom svakog zaustavljanja Dondolaši formiraju krug i to krećući se u smjeru obrnutom od kazaljke na satu, simbolizirajući povratak u neka davna vremena, povratak svojim korjenima. Krug ili kolo koje formiraju prirodna je obrambena formacija na otvorenom prostoru. U sredini kola vijori se barjak ili zastava koja simbolizira izvorne vrijednosti hrvatskog naroda, obitelj, dom i domovinu. Ujednačenim dondolanjem (zvonjenjem) u kolu iskazuju težnju ka skladnom i sigurnom životu, a podignutim rukama pokazuju odlučnost da brane povjerene im vrijednosti.
Nakon kulminacije u formi kola, ono se otvara, skidaju se maske da bi se vidjela ozarena lica Dondolaša i da bi se nesmetano okrijepili i nazdravili svojim domaćinima.
Nakon toga Dondolaši zauzimaju početnu formaciju i nastavljaju svoj put ka sljedećoj postaji.
Podrijetlo zvončara seže daleko u prapovijest. Vezani su za stočarske krajeve, što pokazuje i njihova oprema, jer je prvobitna njihova zadaća bila tjeranje zlih duhova zime i poticanje novog proljetnog ciklusa. Naziv Dondolaši proizlazi iz riječi „dondolo”, što u prijevodu znači „zvono”.
Predanje govori da su Dondolaši potekli od pastira. Naime u doba feudalizma tjerali su divlje šumske životinje od feudalčevih stada domaćih životinja i za to bili plaćeni. Stoga su morali što strašnije izgledati i stvarati veliku buku.
Danas Dondolaši predstavljaju čuvare običaja i tradicije. U vrijeme poklada ili mesopusta, bez obzira na vremenske prilike, obilaze u velikoj skupini sela svoga zavičaja prema davno utvrđenom rasporedu. Njihova je magijska funkcija danas u drugom planu. Svojim impresivnim scenskim nastupom prvorazredna su turistička atrakcija.
Svoje pohode počinju prve subote u siječnju poslije blagdana Bogojavljanja, čime se otvara sezona maškaranih događanja na Grobinšćini.

### Udruga Grobničkih dondolaša
Udruga Grobnički dondolaši osnovana je 1999. godine s ciljem predstavljanja i obnavljanja starih mesopusnih običaja Grobnišćine. Broji više od stotinu članova.
Početak himne Grobničkih dondolaša
i nono i nona su Grobničani bili

i si su puno lumpali i pili

i veliku su starost doživili

Rojeni san Dondolaš

I naši pranonići vavik su zvonili

i otac i nono su Dondolaši bili

i si su puno lomili i pili

za maškarami sakud su hodili

Kad zazvone Dondolaši

se se trese se se praši

si kantaju si tancaju

## Filmovi o pokladnim običajima Kastavštine
- "Žeji j'vavek" - dokumentarni film o pokladnim običajima na Kastavštini (režija: Ines Pletikos, scenarij: Lidija Nikočević) HRT 2000.
- "Ki more bit zvončar" (Redatelj Ivo Kuzmanić, scenaristi Aleksej Pavlovsky i Ivo Kuzmanić), HRT 2008.

## Galerija
- Vrag na spaljivanju Pusta Halubajskih zvončara
- Halubajski zvončari na Korzu
- Halubajski zvončar
- Halubajski zvončari
- Maska Grobničkog dondolaša
- Mali Grobnički dondolaši